# Quốc hội Argentina
Quốc hội Argentina (tiếng Tây Ban Nha: Congreso de la Nación Argentina) là cơ quan lập pháp của Argentina. Trụ sở Quốc hội tọa lạc tại Buenos Aires, về phía tây của Avenida de Mayo.

## Tổng quan
Quốc hội Argentina là lưỡng viện, bao gồm Thượng viện và Phòng đại biểu. Khoảng thời gian thông thường là từ ngày 1 tháng 3 đến ngày 30 tháng 11; các Tổng thống của Argentina có quyền triệu tập cuộc họp bất thường trong thời gian giải lao nếu cần thiết. Các thượng nghị sĩ và đại biểu được hưởng quyền miễn trừ của quốc hội trong các nhiệm vụ của họ, có thể bị thu hồi bởi các đồng nghiệp của họ nếu một thượng nghị sĩ hoặc phó bị bắt trong sự trắng trợn, giữa lúc phạm tội.
Quốc hội chịu trách nhiệm thiết lập các loại thuế và hải quan, phải thống nhất trên toàn quốc. Nó cai trị Ngân hàng Trung ương Argentina, quản lý thanh toán nợ nội bộ và bên ngoài, và giá trị của tiền tệ quốc gia (hiện là peso Argentina). Nó quy định các bộ luật hợp pháp về các vấn đề dân sự, thương mại, hình sự, nhà máy, công việc và phúc lợi xã hội, tất cả những điều này không thể mâu thuẫn với các bộ luật tương ứng của tỉnh. Mọi thay đổi về giới hạn quốc gia hoặc tỉnh, hoặc việc tạo ra các tỉnh mới, phải được Quốc hội cho phép.
Quốc hội có quyền phê chuẩn hoặc từ chối mọi hiệp ước quốc tế mà Argentina ký kết với các quốc gia hoặc tổ chức quốc tế khác. Khi được phê duyệt, các điều ước được ưu tiên hơn luật pháp thông thường. Tuyên bố chiến tranh và ký kết hòa bình, cũng như việc huy động quân đội quốc gia, trong hoặc không thuộc lãnh thổ Argentina phải được Quốc hội cho phép.

## Lịch sử
Từ năm 1976 đến 1983, Cung điện Quốc hội Argentina thành lập CAL (Ủy ban Cố vấn Lập pháp) từ một nhóm các sĩ quan từ ba Lực lượng Vũ trang. Được ủy quyền để xem xét và thảo luận về luật trước khi chúng được ban hành bởi Cơ quan hành pháp, họ đã phục vụ một kế tiếp của các tổng thống quân sự thực tế trong quá trình tái tổ chức quốc gia. Trong thực tế, điều này đã trở thành một cơ chế phát hiện và thảo luận về sự khác biệt giữa ba tổng tư lệnh của Quân đội, Hải quân và Không quân liên quan đến một dự án cụ thể. CAL được thành lập bởi Acta del Proceso de Re Organización Nacional (Đạo luật quy trình tái tổ chức quốc gia), tài liệu hướng dẫn cho chính phủ quân sự được thành lập sau cuộc đảo chính ngày 24 tháng 3 năm 1976.
Sau một cuộc cải cách Hiến pháp năm 1994, Thượng viện đã được mở rộng từ 48 thành viên (hai tỉnh hoặc huyện) lên 72 thành viên, theo đó, đảng này sẽ giành vị trí thứ hai trong cuộc bầu cử Thượng nghị sĩ sẽ được đảm bảo vị trí thứ ba cho tỉnh tương ứng.